# Liste der Distrikte von Ruanda

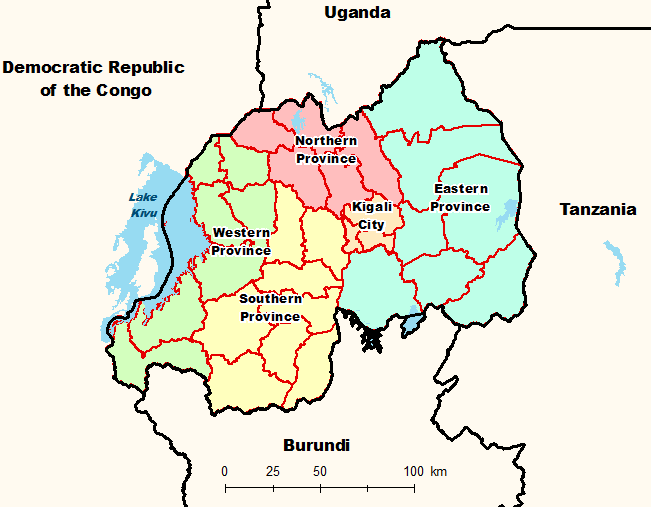
Distrikte von Ruanda

Die fünf Provinzen von Ruanda sind in 30 Distrikte (Kinyarwanda uturere, Ez. akarere) unterteilt. Jeder Distrikt ist wiederum in Sektoren (Kinyarwanda imirenge, Ez. umurenge) geteilt, welche wiederum in Zellen (Kinyarwanda utugali, Ez. akagali) und weiter in Dörfer (Kinyarwanda imidugudu, Ez. umudugudu) unterteilt sind.
Vor 2002 bestand Ruanda aus Präfekturen, Unterpräfekturen (die manchmal „Distrikte“ genannt wurden) und 154 Gemeinden (Kinyarwanda imijyi, Ez. umujyi). Im Jahr 2002 wurden die Gemeinden durch zwei Arten von Abteilungen ersetzt, die Distrikte und Sektoren genannt werden. Im Jahr 2006 wurde die Zahl der Distrikte von 106 auf 30 reduziert.
Die Distrikte sind unten nach Provinzen aufgeführt.

## Aktuelle Liste der Distrikte nach Provinz

### Kigali (Hauptstadt)

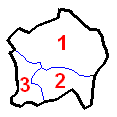
Distrikte von Kigali

1. Gasabo
2. Kicukiro
3. Nyarugenge

### Nordprovinz

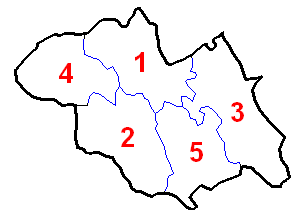
Distrikte der Nordprovinz

1. Burera
2. Gakenke
3. Gicumbi
4. Musanze
5. Rulindo

### Ostprovinz

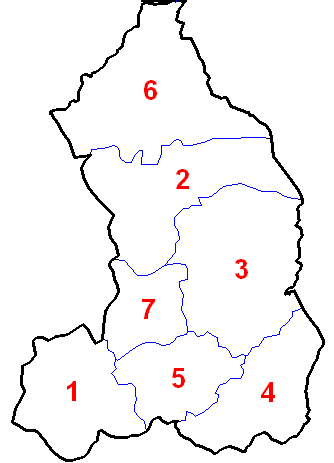
Distrikte der Ostprovinz

1. Bugesera
2. Gatsibo
3. Kayonza
4. Kirehe
5. Ngoma
6. Nyagatare
7. Rwamagana

### Südprovinz

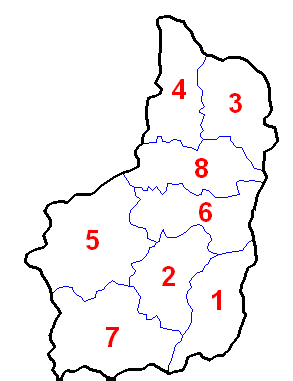
Distrikte der Südprovinz

1. Gisagara
2. Huye
3. Kamonyi
4. Muhanga
5. Nyamagabe
6. Nyanza
7. Nyaruguru
8. Ruhango

### Westprovinz

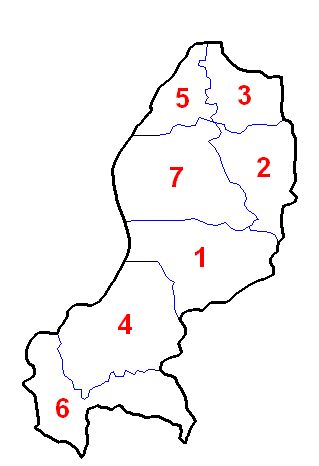
Distrikte der Westprovinz

1. Karongi
2. Ngororero
3. Nyabihu
4. Nyamasheke
5. Rubavu
6. Rusizi
7. Rutsiro

## Ehemalige Liste der Distrikte nach Provinzen (2002–2006)

### Kigali(Hauptstadt)
1. Nyarugenge – ein gleichnamiger Distrikt Nyarugenge existiert heute in der Hauptstadtprovinz Kigali
2. Nyamirambo
3. Butamwa
4. Gisozi
5. Kacyiru
6. Kanombe
7. Kicukiro – ein gleichnamiger Distrikt Kicukiro existiert heute in der Hauptstadtprovinz Kigali
8. Gikondo

### Provinz Kigali Rural
1. Kabuga
2. Bicumbi
3. Gashora
4. Ngenda
5. Nyarnata
6. Shyorongi
7. Rushashi
8. Rulindo – ein gleichnamiger Distrikt Rulindo existiert heute in der Nordprovinz
9. Buliza
10. Gasabo – ein gleichnamiger Distrikt Gasabo existiert heute in der Hauptstadtprovinz Kigali

### Provinz Gitarama
1. Gitarama
2. Ruyumba
3. Ntongwe
4. Ruhango – ein gleichnamiger Distrikt Ruhango existiert heute in der Südprovinz
5. Kabagari
6. Ntenyo
7. Muhanga – ein gleichnamiger Distrikt Muhanga existiert heute in der Südprovinz
8. Ndiza
9. Kayumbu
10. Kamonyi – ein gleichnamiger Distrikt Kamonyi existiert heute in der Südprovinz

### Provinz Butare
1. Butare
2. Save
3. Mugombwa
4. Kibingo
5. Nyakizu
6. Maraba
7. Kiruhura
8. Nyanza – ein gleichnamiger Distrikt Nyanza existiert heute in der Südprovinz
9. Nyamure
10. Gikonko

### Provinz Gikongoro
1. Gikongoro
2. Mubuga
3. Nshili kivu
4. Mudasomwa
5. Mushubi
6. Kaduha
7. Karaba
8. Rwamiko

### Provinz Cyangugu
1. Cyangugu
2. Impala
3. Nyamasheke – ein gleichnamiger Distrikt Nyamasheke existiert heute in der Westprovinz
4. Gatare
5. Bukunzi
6. Bugarama
7. Gashonga

### Provinz Kibuye
1. Kibuye
2. Gisunzu
3. Rutsiro – ein gleichnamiger Distrikt Rutsiro existiert heute in der Westprovinz
4. Budaha
5. Itabire
6. Rusenyi

### Provinz Gisenyi
1. Gisenyi
2. Cyanzarwe
3. Mutura
4. Gasiza
5. Kageyo
6. Nyagisagara
7. Gaseke
8. Kayove
9. Kanama
10. Nyamyumba

### Provinz Ruhengeri
1. Ruhengeri
2. Bugarura
3. Nyarutovu
4. Bukonya
5. Buhoma
6. Mutobo
7. Kinigi
8. Bukamba
9. Butaro
10. Cyeru
11. Nyamugali

### Provinz Byumba
1. Byumba
2. Kisaro
3. Kinihira
4. Bungwe
5. Rushaki
6. Rebero
7. Ngarama
8. Humure
9. Rwamiko

### Provinz Umutara
1. Umutara
2. Bugaragara
3. Kabarore
4. Gabiro
5. Rukara
6. Murambi
7. Kahi
8. Muvumba

### Provinz Kibungo
1. Kibungo
2. Kigarama
3. Mirenge
4. Rwamagana – ein gleichnamiger Distrikt Rwamagana existiert heute in der Ostprovinz
5. Muhazi
6. Kabarondo
7. Cyarubare
8. Rukira
9. Nyarubuye
10. Rusumo

## Gemeinden Ruandas (vor 2002)

Gemeinden Ruandas im Jahr 1983. Der einzige Unterschied zu 1994 ist die Präfektur Kigali-Ville, die 1990 gegründet wurde.
Gemeinden Ruandas im Jahr 1994.
Gemeinden Ruandas nach der Gründung der Präfektur Umutara im Jahr 1996.